# Placidochromis macrognathus
Placidochromis macrognathus är en fiskart som beskrevs av Mark Hanssens 2004. Placidochromis macrognathus ingår i släktet Placidochromis och familjen Cichlidae. Inga underarter finns listade i Catalogue of Life.